# Castillo de Alarcón

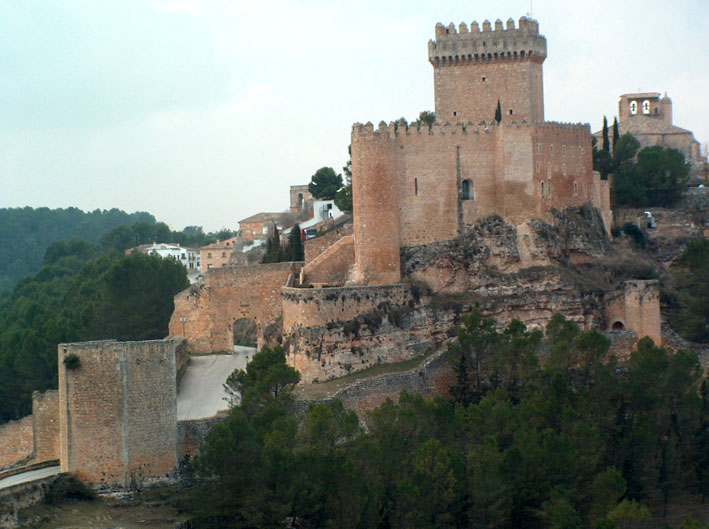
Burg von Alarcón

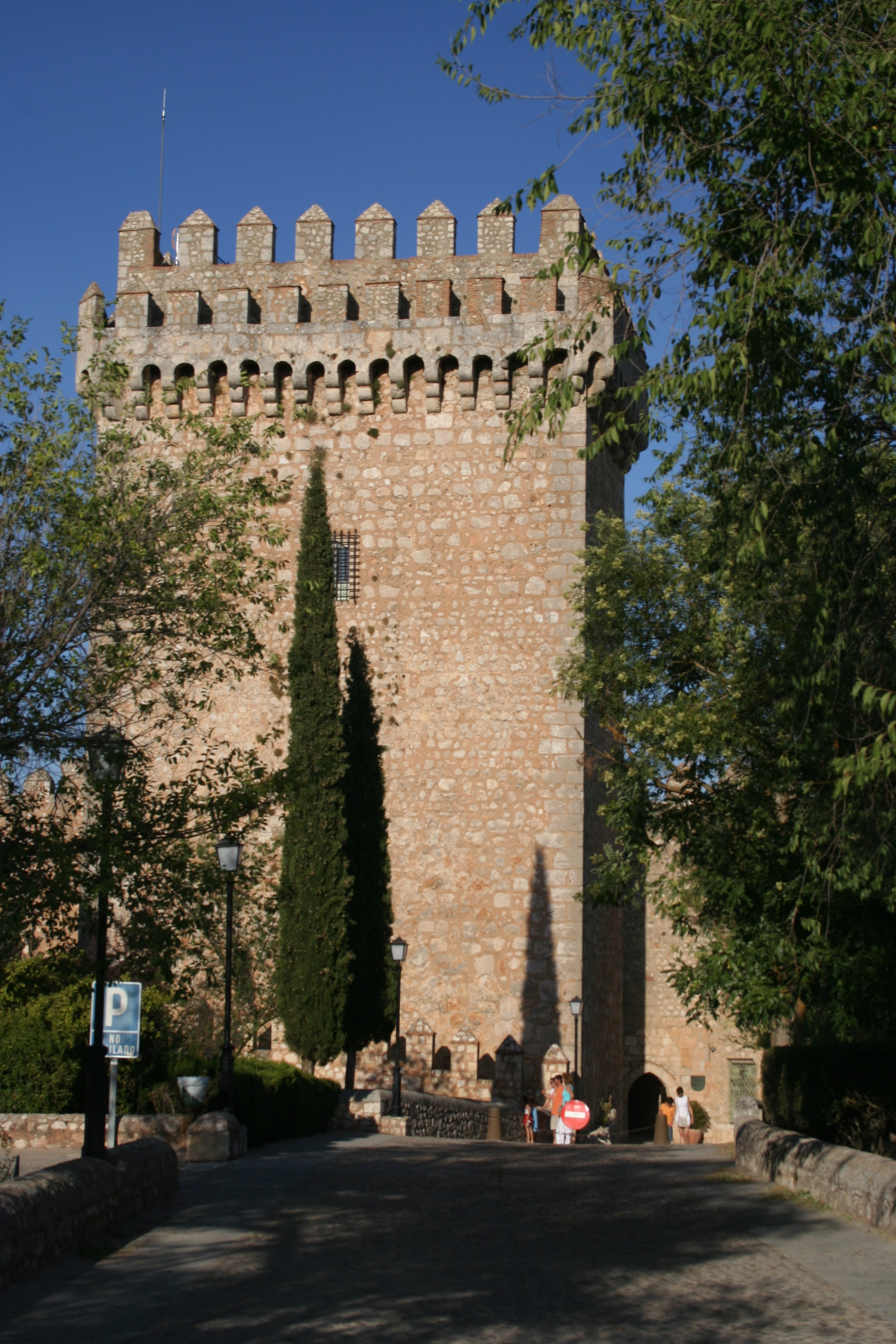
Bergfried

Das Castillo de Alarcón ist eine Burg in Alarcón, einer Gemeinde in der spanischen Provinz Cuenca der Autonomen Region Kastilien-La Mancha, die im 12. bis 15. Jahrhundert errichtet wurde. Die Burg liegt an einer Flussbiegung des Júcar auf einem Bergvorsprung. Sie ist seit 1992 ein geschütztes Baudenkmal.

## Geschichte
Die Burg wurde ursprünglich im 8. Jahrhundert als Festung der Mauren errichtet. Im 12. Jahrhundert wurde sie bei der Reconquista von Alfons VIII., König von Kastilien, erobert. In den folgenden Jahrhunderten war sie Schauplatz vieler kriegerischer Auseinandersetzungen. Der berühmte Dichter Juan Manuel wohnte einige Zeit in der Burg.

## Heutige Nutzung
Seit den 1960er Jahren befindet sich in der Burg ein Parador, ein Vier-Sterne-Hotel mit Restaurant.